# Létající pivovar
Létající pivovar, nebo kočovný pivovar, anglicky gypsy brewery,  je společnost, sdružení nebo podnikatel bez sídla, který nemá vlastní stálé pivovarné zařízení, ale nechává si vařit své pivo od jiných pivovarů, případně si sám v pronajatém pivovaru uvaří pivo dle své receptury. To pak prodává pod svou značkou. Roční výtoč je velmi malá. Létající pivovar může být trvalou formou podnikání, nebo přechodnou marketingovou aktivitou před vstupem na trh s vlastním pivovarem klasického typu.

## České létající pivovary
- Bukovar
- Crazy Clown
- Černý potoka
- First Order Brewing
- JBM Brew Lab
- Klínec-Katz
- Kočovný pivovar Albert
- Létající pivovar Dragonfly
- Létající pivovar Nomád
- Létající pivovar Strašák
- Létající pivovar UHáčko
- Malešický mikropivovar
- Netopýrka
- O:VAR
- Pivovar AGC
- Pivovar Falkon
- Pivovar Hangár
- Holy Farm
- Pivovar Chroust
- Pivovar JungBerg
- Pivovar Kominík
- Pivovar Malt
- Létající pivovar Pivečka
- Pivovar Potmehúd
- Prager Laffe
- Two Tales
- Přátelský pivovar Malešov
- Sibeeria
- Sovíček
- WITTIGO - pivovar s jihočeskou duší
- Zbraslavská koza
- Zemský akciový pivovar